# 胡安·科斯塔·克利门特
胡安·科斯塔·克利门特（西班牙語：Juan Costa Climent，1965年4月10日—），西班牙政治人物。曾任科技大臣。

## 生平
1965年生于卡斯特利翁-德拉普拉納，早年毕业于纳瓦拉大学，获法学执业学位，长期从事法律咨询工作，曾在安永公司担任经理职务。1993年代表人民党当选众议院议员。1996年5月，担任经济和财政部财政国务秘书。2000年5月，改任经济部贸易和旅游国务秘书。2003年9月，担任科学与技术大臣。2004年人民党大选失利后退出政坛。